# Boňkov (Olšovec)
Boňkov (německy Punkendorf) je malá vesnice, část obce Olšovec v okrese Přerov. Nachází se asi 2,5 km na severozápad od Olšovce. V Boňkově se nachází dřevěná zvonice a za vesnicí směrem k Michalovu se nacházejí výklenkové kapličky.

## Název
Původní jméno vesnice bylo Bohunkov, které sice není doloženo přímo, ale bylo základem německého Bankow zapsaného 1408. Význam místního jména byl "Bohunkův majetek". Na základě zkráceného tvaru Búněk vzniklého z varianty Bohuněk se vesnici začalo říkat Búňkov (doloženo roku 1575 zápisem na Bunkowie), z nějž se vyvinulo i novověké německé Punkendorf. Samohláska v první slabice novověkého Boňkov je nářeční.

## Další informace
Do Boňkova vede červená turistická značka z Radíkova do Potštátu a také cyklostezky.
Prochází zde silnice II/440. V roce 2009 zde bylo evidováno 30 adres. V roce 2001 zde trvale žilo 29 obyvatel.
Boňkov leží v katastrálním území Boňkov u Hranic o rozloze 1,23 km2.
Severně od Boňkova se nachází trosky hradu Puchart a východně se nachází Soudkova štola.

## Galerie

Boňkov
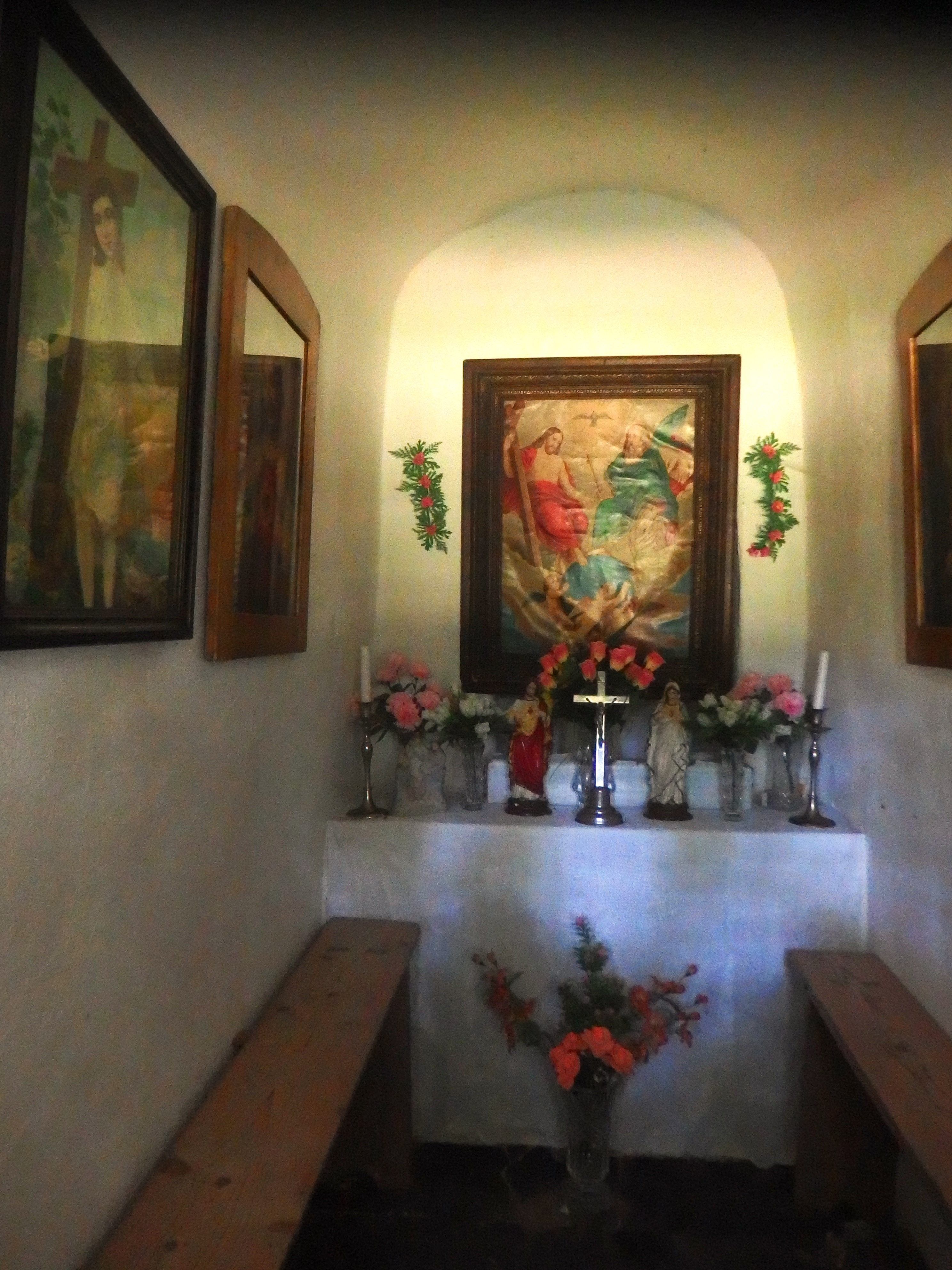
Kaple - oltář
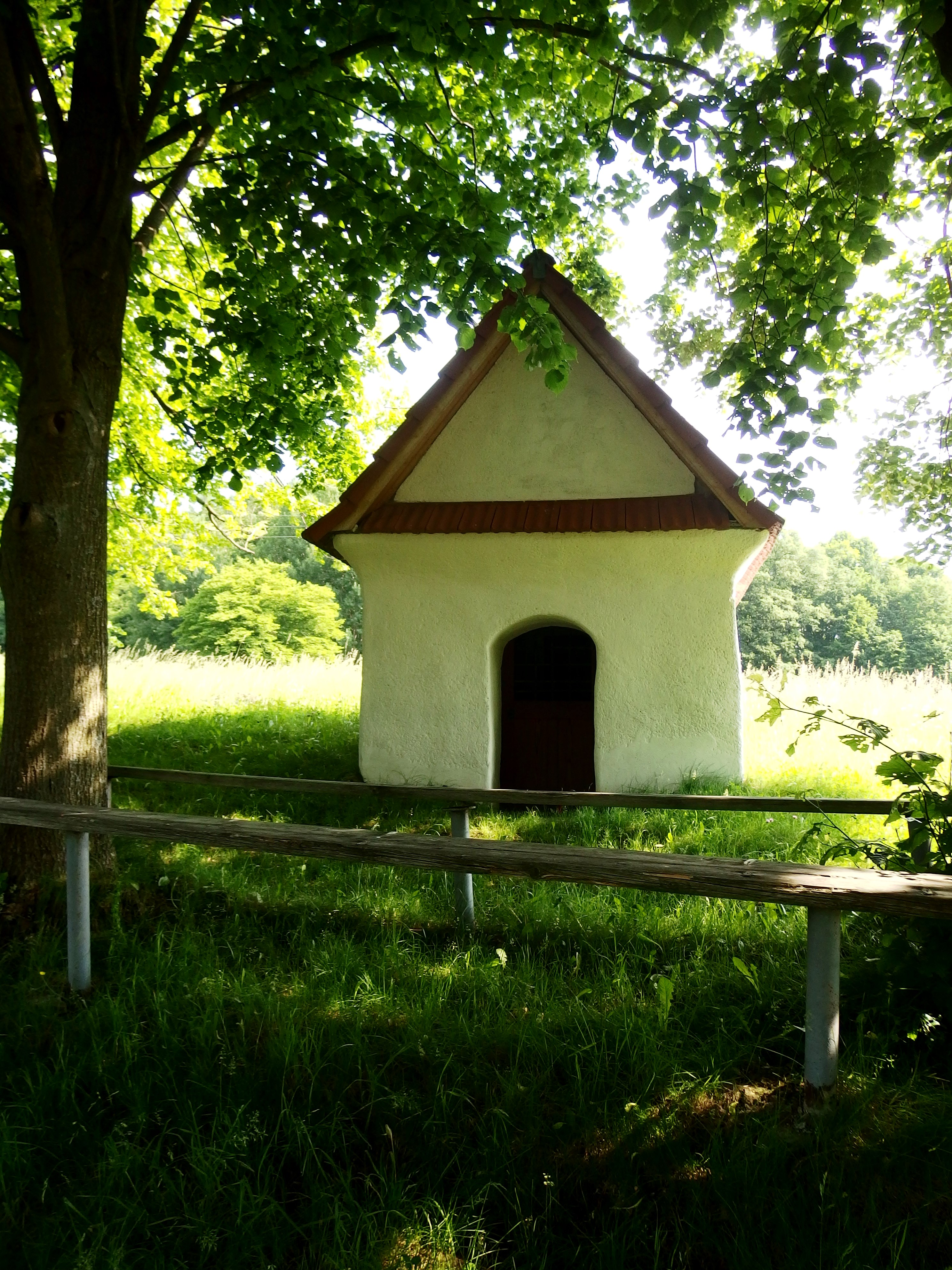
Kaple
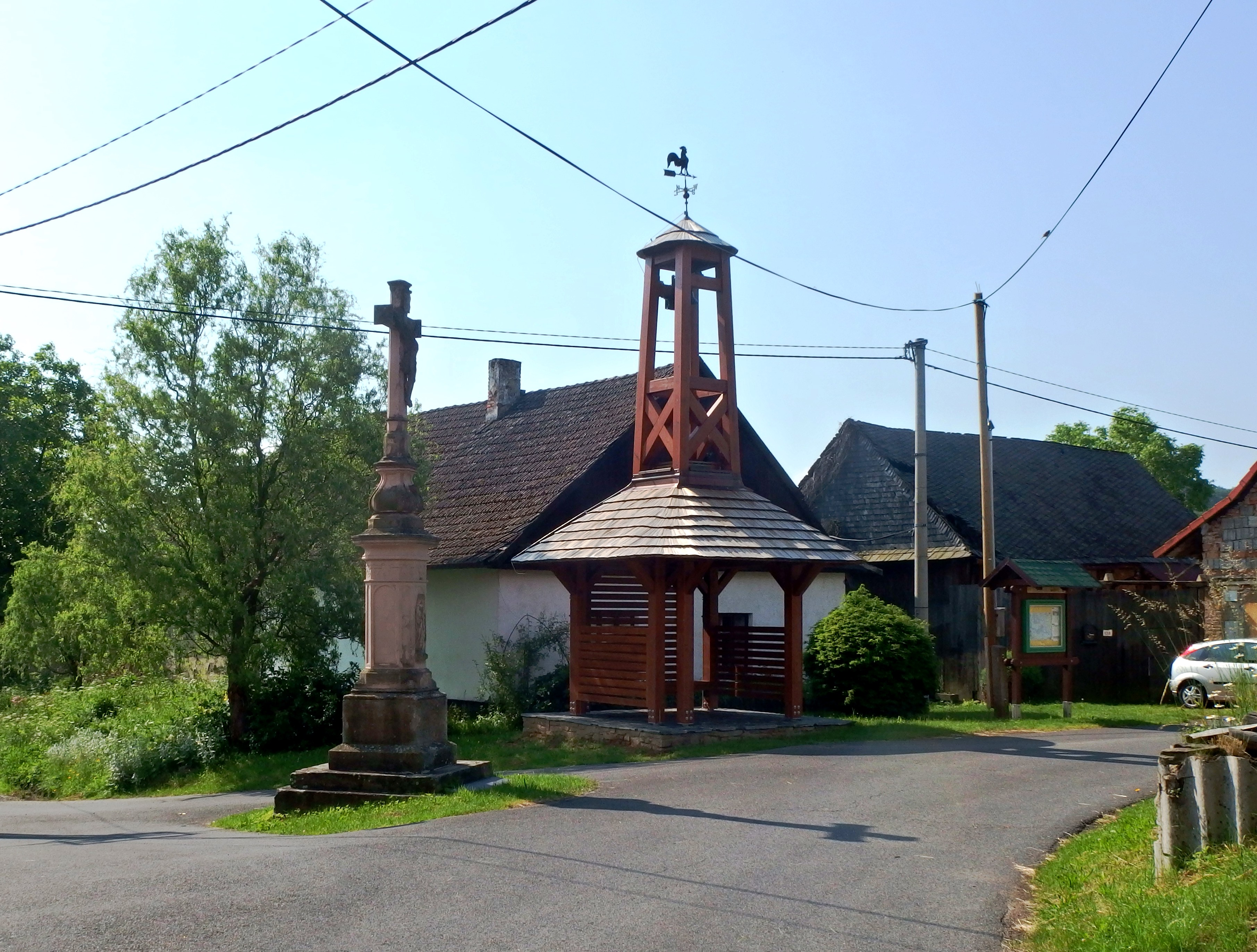
Zvonice a kříž
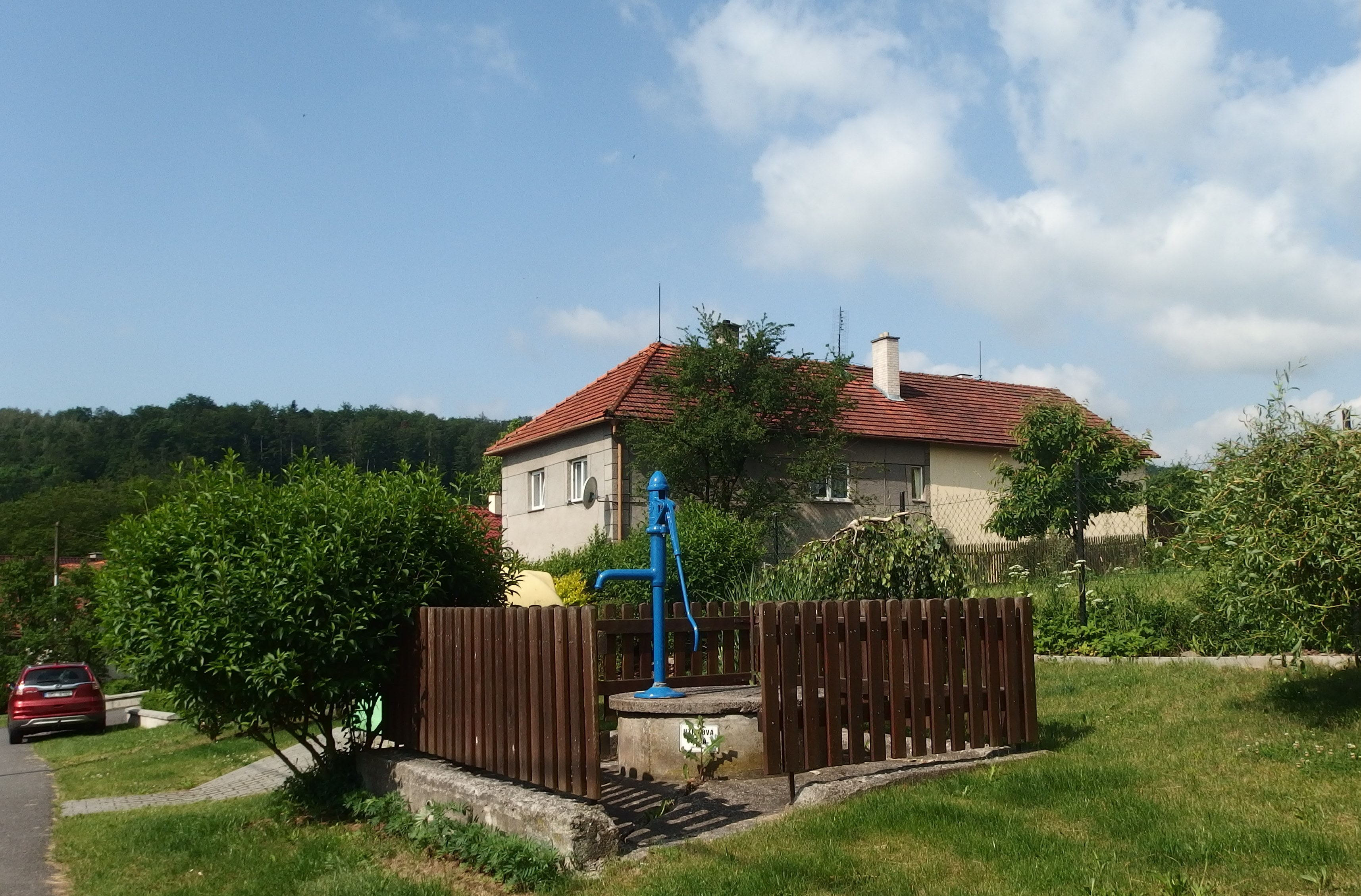
Pumpa